# Pachysomoides flavescens
Pachysomoides flavescens là một loài tò vò trong họ Ichneumonidae.